# Janki (Ermland-Mazurië)
Janki (Duits: Klein Jahnen) is een plaats in het Poolse woiwodschap Ermland-Mazurië, in het district Gołdap. De plaats maakt deel uit van de landgemeente Banie Mazurskie.